# Say My Name (Berre)
Say My Name is de debuutsingle van de Belgische zanger Berre. Het nummer werd op 5 mei 2022 uitgebracht in België en werd een radio-hit. Het nummer werd gekozen als MNM-Big Hit, en kwam een week later binnen op plaats 36 in de Ultratop 50. Mede dankzij de vele optredens op Tien om te Zien en de nominatie voor de Radio 2 Zomerhit was er extra aandacht voor het nummer, waardoor het in z'n dertiende week de piek van plaats 3 bereikte.   De single behaalde een gouden plaat vier maand na de release.

## Hitnoteringen

### Ultratop 50 Vlaanderen
| Positie: | 36 | 18 | 18 | 16 | 10 | 7  | 15  | 10 | 11 | 6 | 18 | 6 | 4 | 3 | 5 | 4 |
| Week:    | 17 | 18 | 19 | 20 | 21 | 22 |     |    |    |   |    |   |   |   |   |   |
| Positie: | 9  | 10 | 9  | 10 | 17 | 38 | uit |    |    |   |    |   |   |   |   |   |